# Leubuk Pempeng
Leubuk Pempeng is een bestuurslaag in het regentschap Aceh Timur van de provincie Atjeh, Indonesië. Leubuk Pempeng telt 1653 inwoners (volkstelling 2010).